# Wahlen zum Senat der Vereinigten Staaten 1956
Die Wahlen zum Senat der Vereinigten Staaten 1956 zum 85. Kongress der Vereinigten Staaten fanden am 6. November statt. Sie waren Teil der Wahlen in den Vereinigten Staaten an diesem Tag und fielen mit der Präsidentschaftswahl zusammen, bei der Präsident Dwight D. Eisenhower wiedergewählt wurde.
Zur Wahl standen die 32 Sitze der Klasse III, außerdem fanden 3 Nachwahlen für vorzeitig aus dem Amt geschiedene Senatoren statt. 18 dieser Senatoren gehörten der Demokratischen Partei an, 17 den Republikanern. 25 Senatoren wurden wiedergewählt, 12 Demokraten und 13 Republikaner. 4 bisher republikanische Sitze gingen an die Demokraten, ebenfalls 4 Sitze konnten die Republikaner von den Demokraten gewinnen. Dadurch konnten die Demokraten ihre Mehrheit von 49 Sitzen halten, die Republikaner blieben bei 47.
Im Januar 1957 trat der texanische Senator Price Daniel zurück, da er zum Gouverneur gewählt worden war. Er ernannte William A. Blakley zu seinem Nachfolger. In einer Nachwahl am 28. April 1957 wurde Ralph Yarborough zu dessen Nachfolger gewählt, wie Blakley ebenfalls Demokrat. Im Mai starb der republikanische Senator Joseph McCarthy von Wisconsin, sein Nachfolger wurde nach einer Nachwahl am 28. August 1957 der Demokrat William Proxmire, womit die demokratische Mehrheit kurzzeitig auf 50 zu 46 stieg. Im Januar 1958 starb der demokratische Senator Matthew M. Neely aus West Virginia, zu seinem Nachfolger wurde der Republikaner John D. Hoblitzell ernannt, so dass das Parteienverhältnis wieder bei 49 zu 47 lag. Im April 1958 starb der demokratische Senator W. Kerr Scott aus North Carolina. Zu seinem Nachfolger wurde B. Everett Jordan ernannt, ebenfalls Demokrat.
Zu Veränderungen nach der Wahl siehe auch Liste der Mitglieder des Senats im 85. Kongress der Vereinigten Staaten.

## Ergebnisse

### Nachwahlen zum 84. Kongresses
Die Inhaber der hier zur Wahl stehenden Sitze wurden als Ersatz für ausgeschiedene Senatoren ernannt, die Wahlen fanden gleichzeitig mit der Wahl zum 85. Kongress statt. Die Gewinner dieser Wahlen wurden vor dem 3. Januar 1957 in den Senat aufgenommen, also während des 84. Kongresses.
| Staat          | Amtierender Senator | Partei   | Nachwahl  | Ergebnis                | Neuer Senator        |
| -------------- | ------------------- | -------- | --------- | ----------------------- | -------------------- |
| Kentucky       | Robert Humphreys    | Demokrat | Klasse II | Zugewinn Republikaner   | John Sherman Cooper  |
| South Carolina | Thomas A. Wofford   | Demokrat | Klasse II | von Demokraten gehalten | Strom Thurmond       |
| West Virginia  | William R. Laird    | Demokrat | Klasse I  | Zugewinn Republikaner   | W. Chapman Revercomb |

### Wahlen zum 85. Kongress
Die Gewinner dieser Wahlen wurden am 3. Januar 1957 in den Senat aufgenommen, also bei Zusammentritt des 85. Kongresses. Alle Sitze dieser Senatoren gehören zur Klasse III.
| Staat          | Amtierender Senator    | Partei       | Ergebnis                | Neuer Senator           |
| -------------- | ---------------------- | ------------ | ----------------------- | ----------------------- |
| Alabama        | J. Lister Hill         | Demokrat     | wiedergewählt           | J. Lister Hill          |
| Arizona        | Carl Hayden            | Demokrat     | wiedergewählt           | Carl Hayden             |
| Arkansas       | J. William Fulbright   | Demokrat     | wiedergewählt           | J. William Fulbright    |
| Colorado       | Eugene Millikin        | Republikaner | Zugewinn Demokraten     | John A. Carroll         |
| Connecticut    | Prescott Bush          | Republikaner | wiedergewählt           | Prescott Bush           |
| Florida        | George Smathers        | Demokrat     | wiedergewählt           | George Smathers         |
| Georgia        | Walter F. George       | Demokrat     | von Demokraten gehalten | Herman Talmadge         |
| Idaho          | Herman Welker          | Republikaner | Zugewinn Demokraten     | Frank Church            |
| Illinois       | Everett Dirksen        | Republikaner | wiedergewählt           | Everett Dirksen         |
| Indiana        | Homer E. Capehart      | Republikaner | wiedergewählt           | Homer E. Capehart       |
| Iowa           | Bourke B. Hickenlooper | Republikaner | wiedergewählt           | Bourke B. Hickenlooper  |
| Kalifornien    | Thomas Kuchel          | Republikaner | wiedergewählt           | Thomas Kuchel           |
| Kansas         | Frank Carlson          | Republikaner | wiedergewählt           | Frank Carlson           |
| Kentucky       | Earle C. Clements      | Demokrat     | Zugewinn Republikaner   | Thruston Ballard Morton |
| Louisiana      | Russell B. Long        | Demokrat     | wiedergewählt           | Russell B. Long         |
| Maryland       | John M. Butler         | Republikaner | wiedergewählt           | John M. Butler          |
| Missouri       | Thomas C. Hennings     | Demokrat     | wiedergewählt           | Thomas C. Hennings      |
| Nevada         | Alan Bible             | Demokrat     | wiedergewählt           | Alan Bible              |
| New Hampshire  | Norris Cotton          | Republikaner | wiedergewählt           | Norris Cotton           |
| New York       | Herbert H. Lehman      | Demokrat     | Zugewinn Republikaner   | Jacob K. Javits         |
| North Carolina | Sam Ervin              | Demokrat     | wiedergewählt           | Sam Ervin               |
| North Dakota   | Milton Young           | Republikaner | wiedergewählt           | Milton Young            |
| Ohio           | George H. Bender       | Republikaner | Zugewinn Demokraten     | Frank J. Lausche        |
| Oklahoma       | A. S. Mike Monroney    | Demokrat     | wiedergewählt           | A. S. Mike Monroney     |
| Oregon         | Wayne Morse            | Demokrat     | wiedergewählt           | Wayne Morse             |
| Pennsylvania   | James H. Duff          | Republikaner | Zugewinn Demokraten     | Joseph S. Clark         |
| South Carolina | Olin D. Johnston       | Demokrat     | wiedergewählt           | Olin D. Johnston        |
| South Dakota   | Francis H. Case        | Republikaner | wiedergewählt           | Francis H. Case         |
| Utah           | Wallace F. Bennett     | Republikaner | wiedergewählt           | Wallace F. Bennett      |
| Vermont        | George Aiken           | Republikaner | wiedergewählt           | George Aiken            |
| Washington     | Warren G. Magnuson     | Demokrat     | wiedergewählt           | Warren G. Magnuson      |
| Wisconsin      | Alexander Wiley        | Republikaner | wiedergewählt           | Alexander Wiley         |

- wiedergewählt: ein gewählter Amtsinhaber wurde wiedergewählt.